# Răscoala de la Săbăoani
Răscoala de la Săbăoani (în maghiară Szabófalvi parasztfelkelés) a fost o răzvrătire țărănească din 24 aprilie 1831 împotriva Regulamentului organic, care a avut loc în satul Săbăoani din Ținutul Romanului și în satele cu populație ceangăiască din împrejurimi. 
Potrivit noului regulament, era necesară organizarea unei noi armate moldovenești, hotărându-se apoi că avea să slujească în teritoriile din Gubernia Basarabia aparținând Imperiului Rus, însă locuitorii din mai multe ținuturi din vestul Principatului Moldovei s-au împotrivit. La aceasta s-a mai adăugat și nemulțumirea generală față de proprietarii de moșii, unde se zvonea că regulamentul va înăspri îndatoririle țăranilor. Tot potrivit anumitor zvonuri, care nu se adevereau întotdeauna, boierii mici aveau să aibă drepturi mai puține decât boierii mari, astfel răzvrătirea a căpătat încă de la început și o latură boierească. În cele din urmă evenimentele au fost reprimate din timp cu forțe militare din Muntenia.
În cazul particular al Săbăoaniului și al altor sate cu locuitori ceangăi, mai multe mii de oameni s-au adunat înarmați invocând aceleași motive, deși cetățenii de religie catolică nu erau vizați de înrolare. Dezinformarea a fost accentuată de lipsa unei înștiințări prealabile de către reprezentanți ai statului în teritoriu, lucru care nu a putut fi rectificat nici de reprezentanții Vicariatului Apostolic al Moldovei care ar fi fost preferați de locuitori. Răscoala s-a evidențiat prin inovații în ceea ce privește comunicarea și colaborarea între sate, necunoscute până atunci în luptele feudale din Moldova. Pentru reprimarea rebeliunii s-a recurs la aducerea și concentrarea unor trupe de infanteriști și cavaleriști ale Armatei Imperiale Ruse, însumând 1500 de soldați, unde în urma unor somații de supunere neascultate, s-a pornit atacul asupra locuitorilor. Numărul victimelor variază în funcție de surse, însă se estimează că partea civilă a avut 40 de morți și răniți iar cea militară câțiva militari morți și răniți, incluzând un ofițer.

## Context
Potrivit lui Alexandru Papadopol-Calimah și Alexandru D. Xenopol, după Convenția de la Akkerman din 1826 unde Înalta Poartă a fost de acord cu realizarea Regulamentului Organic, chiar otomanii au împiedicat proiectul prin instigarea boierilor care, după informațiile lui Pavel Kiseleff, nu doreau o reformă pentru a nu prejudicia sistemul propriilor foloase bazate pe scutelnicii, poslușnicii și alte funcții care constituiau singurul mijloc de existență a clasei boierești. Astfel, boierii fuseseră luați prin surprindere, aceștia fiind pregătiți doar pentru îngrădirea puterii domnitorului. Comisiile instituite atunci de către Grigore al IV-lea Ghica (Muntenia) și Ioniță Sturdza (Moldova) pentru realizarea regulamentului au fost în cele din urmă desființate prin declararea Războiului Ruso-Turc (1828–1829).

Ulterior, lucrările de alcătuire ale Regulamentului Organic, luate sub tutela administrației ruse, la București și Sankt Petersburg, erau realizate ocult iar informațiile despre eveniment erau rare și nu întotdeauna adevărate. Din iarna anilor 1830-1831 a început să se zvonească că Regulamentul este realizat numai în folosul anumitor familii boierești care puteau astfel intra singure în Adunarea Obștească iar pentru scutelnicii desființați se despăgubeau numai boierii mari. Astfel, boierimea mică și rămășițele cărvunarilor aflate sub Ioniță Sturdza au început să se adune și să întocmească hârtii volante de îndemnare la protest, contraproiecte de constituție și scrisori de amenințare la adresa boierilor mari. Pavel Kiseleff a trimis ordin generalului Teodor Mircovici, vicepreședinte al Divanului Moldovei, să aresteze persoanele agresive și să-i trimită sub escortă la București. Însă mișcarea avea rădăcini mai adânci și o organizație mai întinsă decât se credea, cele câteva arestări și măsurile de precauție luate i-au liniștit pe micii boieri, dar alte tulburări grave au izbucnit în țară. Conducerea rusă a mobilizat forțe militare din Muntenia pentru înăbușirea revoltelor.

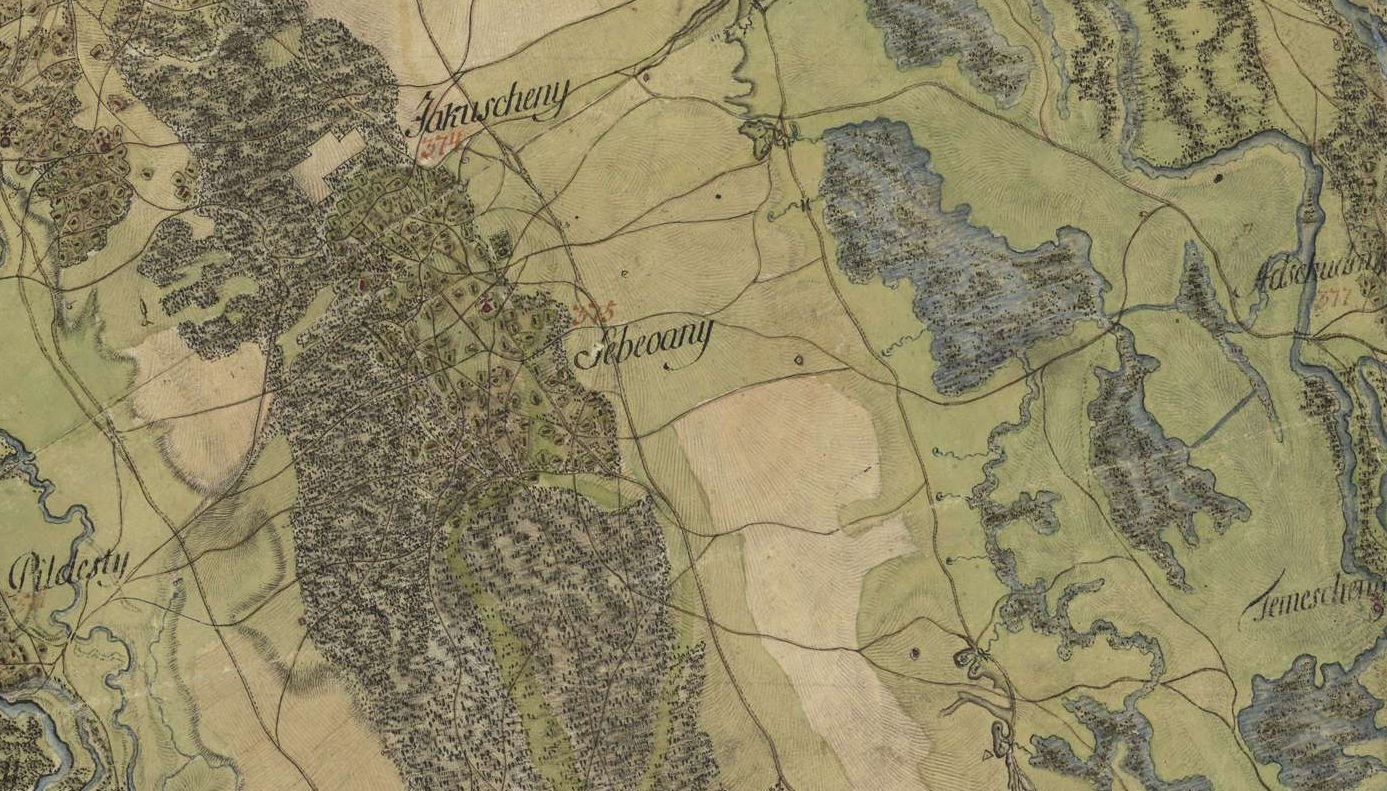
Satul Săbăoani la sfârșitul secolului al XVIII-lea (1788-1790) în prima ridicare topografică iozefină. Acesta este noul amplasament al satului, în pădure. Până atunci satul se afla mai la est, expus invaziilor.

În perioada fanariotă, Principatul Moldovei nu a mai avut o armată proprie. În condițiile noilor prevederi ale Regulamentului Organic de constituire a armatei moldovenești, țărănimea din ținuturile Romanului, Bacăului, Hârlăului, Herței și Neamțului[A] a refuzat să dea recruții necesari, întrucât li se spusese țăranilor că rușii recrutează tineri spre a-i trimite să slujească în Basarabia, regiune care acestora nu le dădea recruți. Noua armată moldovenească trebuia să conțină un regiment de infanterie și o trupă de cavalerie, totalizând 1400 de soldați necesari menținerii ordinii interne. În continuare țăranii au fost nemulțumiți și de stăpânii de moșii întrucât se zvonea că Regulamentul va spori îndatoririle locuitorilor către moșieri și se va micșora suprafața de pământ rezervată fiecărui gospodar.
În cazul particular al satului Săbăoani, documente din secolul al XVIII-lea arată că locuitorii au intrat deseori în conflict cu proprietarii moșiei satului, Mănăstirea Secu sau trimișii ei. Pe de altă parte, sătenii din Săbăoani s-au împotrivit organizării armatei moldovenești, unde conform legii, la fiecare 80 de locuitori se cerea o persoană pentru trei ani de serviciu militar. 13 sate catolice nu s-au supus legii.

## Decurs

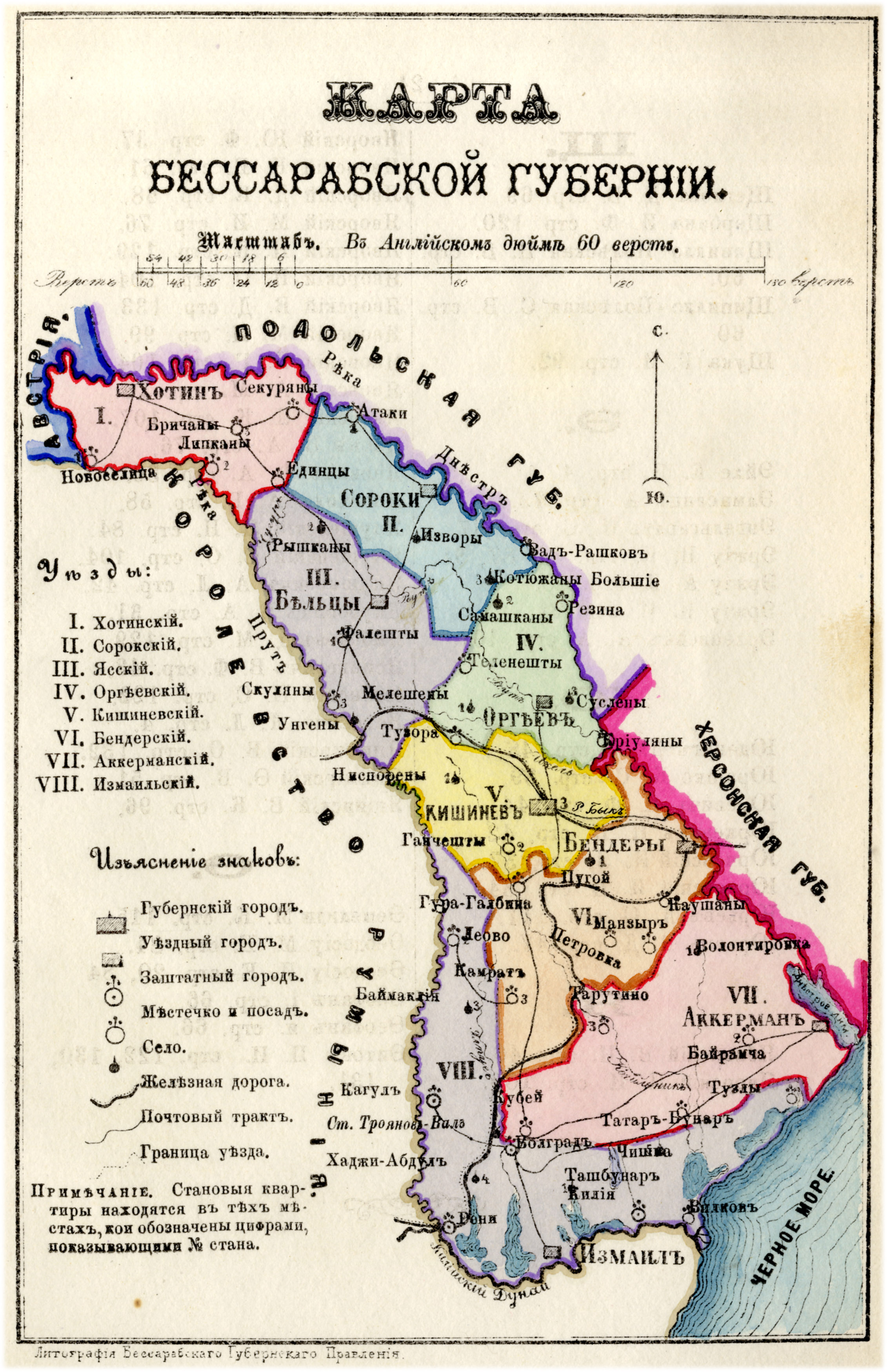
Teritoriul moldovenesc de peste Prut anexat în 1812 în urma Tratatului de la București și devenit Gubernia Basarabia, ca oblastie a Imperiului Rus.

### Preambul
Tulburările au luat un caracter mai grav în satele ceangăiești din Ținutul Romanului aparținând grupului nordic al ceangăilor, zonă ce constituia un centru al protestului. S-au adunat între 8000 și 9000 de ceangăi înarmați, iar în acest timp se mai așteptau și alții. După Gheorghe Duzinchievici, a existat un total de peste 40 000 de ceangăi răsculați din ținuturile Romanului și Bacăului.[B] Potrivit informațiilor culese de János Jerney⁠(hu)[traduceți] și publicate în 1851, citate de Pál Péter Domokos în 1931, ceangăii din Săbăoani și Tămășeni erau reticenți în a-și înrola copiii și doreau de la comitetul de înrolare să vadă „ordinele împăratului german și regelui maghiar”, iar abia apoi i-ar fi lăsat în armată; altfel nu ar fi permis ca aceștia să fie mutați în Rusia în scop militar și că erau dispuși mai degrabă să accepte moartea.
Autoritățile au preferat sprijinul personalului bisericesc întrucât populația catolică aprecia să asculte de biserică decât de stat. Dar Vicariatul Apostolic al Moldovei nu fusese notificat de privire la legea recrutării și acest lucru a provocat o neînțelegere printre oameni, întrucât legea nici măcar nu se aplica cetățenilor catolici. După Jerney, comunitatea nu avea un preot care să le comunice că trăiau falsa impresie că băieții fuseseră investiți ca soldați în armată.
Vicepreședintele Divanului Moldovei, generalul Mircovici, l-a desemnat în grabă pe Superiorul Misiunii Franciscane din Moldova, Petrus Placidus Angeloni, înlocuitor al prefectului apostolic Inocentius Pamfilli, să liniștească localnicii. Timp de 9 zile a trecut prin fiecare sat de răsculați (Săbăoani, Tămășeni, Adjudeni și Răchiteni) însă fără rezultat, nefiind ascultat și fiind chiar pus în perspectiva de a fi bătut și urmărit dacă nu renunță la agitație. Cu acest prilej s-a putut observa un nivel de organizare ridicat al țărănimii, unde anumite sate erau considerate scaune (sau centre decizionale). Locuitorii din Lökösfalva au declarat că „...în Săbăoani există un scaun (decizional) pentru toate activitățile”, condus de Márton Puskás împreună cu un alt bărbat.

Mobilizarea locuitorilor din sate s-a făcut printr-o scrisoare de intenție, metodă de mobilizare și organizare necunoscută până atunci în luptele feudale din Moldova. În acest timp s-au pus paznici la intrările în sate iar în continuare, verbal, informațiile erau comunicate reciproc. Semnalizarea se făcea cu steaguri roșii pe timp de zi, iar noaptea, dacă era necesar, cu copaci în flăcări. Apelul la acțiune se făcea cu bătăi de clopote. Localnicul Péter Erdős Szászka a menționat în monografia Săbăoaniului că tot atunci s-a convenit că dacă unul dintre sate ar ceda în fața intenției de înrolare, cei din restul așezărilor vor merge să dea foc satului respectiv iar în caz de cineva avea să fie arestat, toți aveau să meargă în scopul eliberării. În continuare, podurile de acces către sate au fost demolate pentru a preveni pătrunderea militarilor.
Satul se afla înconjurat de un șanț adânc și de un val de pământ, numit Tserna-kertnek, care atingea înălțimea de 3 m, peste care au crescut arbori care camuflau casele. În sat se putea intra prin porțile numite jitarcapu sau orzokapu („porți de pază”), în număr de 6, deschise la drumurile spre Gherăești, Pildești, Roman, spre cimitir și hotar.
Autoritățile au suspectat că mișcarea țărănească conta pe sprijinul venit din partea târgurilor și orașelor din țară dar și de faptul că, satele fiind catolice, iar răscoala a pornit prima dată printre sătenii catolici, putea exista și o intervenție austriacă sau chiar și turcă în generarea conflictelor. Despre zădărnicirea întocmirii Regulamentului Organic de către turci prin instigarea boierilor, unde deși la Convenția de la Akkerman Înalta Poartă fusese de acord cu el, a amintit Pavel Kiseleff într-un raport din 8 martie 1832.

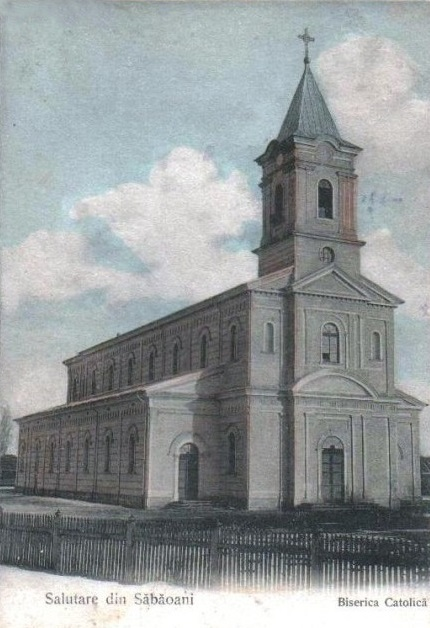
Biserica romano-catolică „Sfântul Mihail”, construită în locul vechii biserici în jurul și interiorul căreia a avut loc evenimentul.

Un regiment de cavalerie cazac cu 300 de soldați, condus de Generalul Beghidov (sau Bigidoff) s-a apropiat de Săbăoani, însă văzând mulțimile, s-a retras, probabil având instrucțiuni să evite vreo ciocnire. Însă s-a venit cu hotărârea să-i supună pe locuitori printr-o acțiune ascunsă.

### Reprimarea răscoalei
Renunțând, pentru un timp oarecare, la acțiunile în satele ceangăiești, s-a început recrutarea în satele românești învecinate. Locuitorii văzând ca satele lor nu mai sunt amenințate de recrutare, s-au retras în gospodării. Generalul Beghidov aflând acest lucru, a revenit dimineața zilei de 24 aprilie cu două batalioane din garnizoana Roman. Totuși locuitorii, probabil din cauza manevrelor lente ale armatei, au avut timp să se adune în cimitirul înconjurat cu zid al satului și să primească ajutor din satele înștiințate prin bătăile de clopot. Zona de adunare corespunde cu spatele oficiului poștal de astăzi, în locul parcului pentru tineri. În trecut, în acea zonă aveau loc târguri și dansuri festive.
După mai multe somații de supunere și de încetare a tragerii clopotului ale comandantului rus, la care s-au răspuns cu împușcături, în ziua de luni, 24 aprilie 1831 1000 de infanteriști înarmați cu două tunuri ușoare și un regiment cazac de 500 de cavaleriști, comandați de Generalul Beghidov, au înconjurat satul iar aceștia au pornit atacul asupra mulțimilor în jurul bisericii și chiar în biserica catolică. Acțiunea s-a încheiat în 20 de minute, neîntâmpinând dificultăți în înăbușire. Ceangăii au folosit lopeți, sape, coase, bâte, topoare și sulițe.
Conform tradiției, sfârșitul luptei a fost anunțat de o femeie cu un ștergar alb, fluturat din clopotniță.

## Urmări
În registrul parohial este înscris că 31 de persoane au murit în ziua luptei iar altele 9 rănite grav în zilele următoare. Pe localități, 32 erau din Săbăoani, 5 din Gherăești, 2 din Iugani și unul din Prăjești. Pierderea armatei ruse, potrivit unei alte surse, este de 3 soldați și un ofițer.
Potrivit lui János Jerney⁠(hu)[traduceți], au existat 96 de morți și 72 de răniți, din ultimii, 6 au avut de suportat amputații iar 4 dintre ei nu au mai supraviețuit. Însă potrivit altora menționați de el, au existat 12 morți și 40 de răniți iar în cealaltă tabără un ofițer mort și 6 soldați răniți. Jerney a făcut mențiunea că primele date i-au fost mărturisite de martori oculari.
Potrivit lui Radu Rosetti, dintre țărani au existat: 18 morți și 42 răniți; iar soldați: 12 răniți și 1 ofițer ucis.
După Gheorghe Duzinchievici, ceangăii au avut 12 morți și 40 de răniți, iar rușii au avut 1 ofițer și 6 soldați morți și 20 răniți.
Péter Erdős Szászka a menționat un total de 300 de victime în acea zi, plus alți grav răniți care au murit în zilele următoare.
Evenimentul a fost numit pe plan local de către moldovenii locului „revoluția maghiară”. Jerney a mai făcut consemnarea că mulți dintre răsculați au fost duși la închisoare. Alți locuitori au fost expuși oprobriului public sau biciuiți. În același timp aspectul a fost ascuns de către Superiorul Misiunii Franciscane din Moldova, Petrus Placidus Angeloni, pentru ca Vaticanului să nu i se aducă la cunoștință.
După înfrângerea răscoalei s-a intensificat intoleranța și disprețul misionarilor italieni aflați în satele ceangăiești la adresa limbii maghiare, moment în care Rafael Petrus Arduini, noul vicar apostolic al Moldovei, a trebuit să facă concesii temporare și să relaxeze atitudinea intolerantă față de limbă; din acest motiv, a fost forțat să interzică persecuția deschisă asupra limbii maghiare: „ar fi o prostie ca cineva să predice în franceză persoanelor care vorbesc doar germana sau slava și este la fel și aici... În acest exemplu, unde misionarii vor să învețe credința în limba română oamenilor care înțeleg doar limba maghiară”.
 

Intoleranța s-a accentuat în contextul în care în Săbăoani, premergător răscoalei, au avut loc tulburări pentru a se solicita aducerea unui preot maghiar. În acest timp sătenii au fost nemulțumiți de schimbarea sistemului de colectare a taxelor bisericești de către prefectul apostolic Vicențiu Gatt, unde de această dată se aduna o taxă separată pentru plata cantorului sau deák-ului iar parohul îi alegea, nemulțumind sătenii care până atunci își alegeau singuri cantori din Transilvania de naționalitate și limbă maghiară. Un grup de oameni din Săbăoani s-au adresat în scris la Congregatio de Propaganda Fide, unde au cerut în mod expres să fie trimis un preot maghiar și amenințau că, dacă superiorii Bisericii Catolice nu vor respecta cererea lor, se vor converti în masă la religia ortodoxă. În cele din urmă l-au alungat din sat pe preotul nedorit, Remigius Silvestri, și au raportat nemulțumirea la domnul țării, unde mai întâi li s-a comunicat să se convertească la credința ortodoxă, iar mai târziu le-a oferit un compromis, prin colectarea taxei de către doi proprietari de terenuri din sat.

### In memoriam
În registrul (matricolul) bisericii Vol. I (1797–1823) „Liber mortuorum”, fila 88, parohul din timpul răscoalei, Alois Casu, a întocmit lista morților pe care a intitulat-o „Sequim Bellum Russicum contra Saboarum ...”.
Istoricul Péter Erdős Szászka a copiat lista morților în 1937. Registrul bisericii a fost ulterior distrus în 1944, astfel că lista a supraviețuit prin copia realizată de Szászka.
La împlinirea a 150 de ani de la eveniment, în 1981, profesorul Mihai Percă din localitate a făcut demersuri pentru a cere de la autorități construirea unui monument comemorativ, însă a fost refuzat.
Monumentul comemorativ a fost inaugurat în august 2011.
|     | Ex Saboano [Szabófalva/Săbăoani, n.r.]      | [A] Etas (vârsta, n.r.) |
| --- | ------------------------------------------- | ----------------------- |
| 1.  | Petrus Boros                                | 40                      |
| 2.  | Adam filius Martini Susan                   | 18                      |
| 3.  | Martinus filius Petri Balint                | 17                      |
| 4.  | Petrus Dumi                                 | 60                      |
| 5.  | Martinus Endre                              | 80                      |
| 6.  | Martinus Minus                              | 50                      |
| 7.  | Petrus filius Petri Dumok                   | 20                      |
| 8.  | Petrus filius Györgü [Georgii?, n.r.] Varga | 16                      |
| 9.  | Josephus Gal                                | 25                      |
| 10. | Ioan[n]es Gal                               | 24                      |
| 11. | Adam Cioban                                 | 25                      |
| 12. | Antonius Mitok                              | 40                      |
| 13. | Georgius Minika                             | 40                      |
| 14. | Martinus Mihai                              | 50                      |
| 15. | Miohaiel [Michael, n.r.] Minika             | 45                      |
| 16. | Franciscus Csergő                           | 16                      |
| 17. | Demetrius filius Antonii Diak               | 22                      |
| 18. | Demetrius Varga                             | 45                      |
| 19. | Petrus Bakuska [Bakoska, Bákóska?, n.r.]    | 50                      |
| 20. | Ioan[n]es ejus filius                       | 18                      |
| 21. | Gyeorgius [Georgius, n.r.] Diak             | 40                      |
| 22. | Michaiel [Michael, n.r.] Burka              | 34                      |
| 23. | Andreas filius Petri Mattejes               | 18                      |
| 24. | Josephus Rob                                | 60                      |

|    | Ex Giriest [Bírófalva, Gyerejest, Gherăiești, n.r.] | [A] Etas (vârsta, n.r.) |
| -- | --------------------------------------------------- | ----------------------- |
| 1. | Michaiel [Michael, n.r.] Gior [Giurgi?, n.r.]       | 38                      |
| 2. | Petrus Bulai                                        | 20                      |
| 3. | Petrus Dumok filius Georgii                         | 20                      |
| 4. | Ioan[n]es servus Antonii Marzi                      | 20                      |

|    | Ex Iugan [Jugán–Iugan, în trecut: Kozmafalva, n.r.] | [A] Etas (vârsta, n.r.) |
| -- | --------------------------------------------------- | ----------------------- |
| 1. | Adam filius Michaelis Peterka                       | 18                      |
| 2. | Petrus filius Petri Deska                           | 22                      |

|    | Ex Presest [Prezest–Prăjești, n.r.]                        | [A] Etas (vârsta, n.r.) |
| -- | ---------------------------------------------------------- | ----------------------- |
| 1. | Michaiel [Michael, n.r.] Babuska [Bakoska, Bákóska?, n.r.] | 50                      |

|                | Ex Saboano                               | [A] Etas (vârsta, n.r.) |
| -------------- | ---------------------------------------- | ----------------------- |
| 1. Aprilis 30. | Michaiel [Michael, n.r.] Janoskus        | 50                      |
| 2. Maji 1.     | Michaiel [Michael] Sandor                | 26                      |
| 3. Maji 5.     | Martinus Georgius                        | 26                      |
| 4. Maji 5.     | Martinus Puskas                          | 33                      |
| 5. Maji 10.    | Petrus Martonka                          | 32                      |
| 6. Maji 12.    | Petrus Bekuska [Bakoska, Bákóska?, n.r.] | 45                      |
| 7. Maji 15.    | Adam filius Georgii Martonka             | 20                      |
| 8. Maji 26.    | Petrus Petrus                            | 60                      |

|            | Ex Giriest                   | [A] Etas (vârsta, n.r.) |
| ---------- | ---------------------------- | ----------------------- |
| 1. Maji 6. | Georgius filius Petri Rettan | 20                      |

|     | Ex Saboano [Szabófalva/Săbăoani, n.r.]      | [A] Etas (vârsta, n.r.) |
| --- | ------------------------------------------- | ----------------------- |
| 1.  | Petrus Boros                                | 40                      |
| 2.  | Adam filius Martini Susan                   | 18                      |
| 3.  | Martinus filius Petri Balint                | 17                      |
| 4.  | Petrus Dumi                                 | 60                      |
| 5.  | Martinus Endre                              | 80                      |
| 6.  | Martinus Minus                              | 50                      |
| 7.  | Petrus filius Petri Dumok                   | 20                      |
| 8.  | Petrus filius Györgü [Georgii?, n.r.] Varga | 16                      |
| 9.  | Josephus Gal                                | 25                      |
| 10. | Ioan[n]es Gal                               | 24                      |
| 11. | Adam Cioban                                 | 25                      |
| 12. | Antonius Mitok                              | 40                      |
| 13. | Georgius Minika                             | 40                      |
| 14. | Martinus Mihai                              | 50                      |
| 15. | Miohaiel [Michael, n.r.] Minika             | 45                      |
| 16. | Franciscus Csergő                           | 16                      |
| 17. | Demetrius filius Antonii Diak               | 22                      |
| 18. | Demetrius Varga                             | 45                      |
| 19. | Petrus Bakuska [Bakoska, Bákóska?, n.r.]    | 50                      |
| 20. | Ioan[n]es ejus filius                       | 18                      |
| 21. | Gyeorgius [Georgius, n.r.] Diak             | 40                      |
| 22. | Michaiel [Michael, n.r.] Burka              | 34                      |
| 23. | Andreas filius Petri Mattejes               | 18                      |
| 24. | Josephus Rob                                | 60                      |

|    | Ex Giriest [Bírófalva, Gyerejest, Gherăiești, n.r.] | [A] Etas (vârsta, n.r.) |
| -- | --------------------------------------------------- | ----------------------- |
| 1. | Michaiel [Michael, n.r.] Gior [Giurgi?, n.r.]       | 38                      |
| 2. | Petrus Bulai                                        | 20                      |
| 3. | Petrus Dumok filius Georgii                         | 20                      |
| 4. | Ioan[n]es servus Antonii Marzi                      | 20                      |

|    | Ex Iugan [Jugán–Iugan, în trecut: Kozmafalva, n.r.] | [A] Etas (vârsta, n.r.) |
| -- | --------------------------------------------------- | ----------------------- |
| 1. | Adam filius Michaelis Peterka                       | 18                      |
| 2. | Petrus filius Petri Deska                           | 22                      |

|    | Ex Presest [Prezest–Prăjești, n.r.]                        | [A] Etas (vârsta, n.r.) |
| -- | ---------------------------------------------------------- | ----------------------- |
| 1. | Michaiel [Michael, n.r.] Babuska [Bakoska, Bákóska?, n.r.] | 50                      |

|                | Ex Saboano                               | [A] Etas (vârsta, n.r.) |
| -------------- | ---------------------------------------- | ----------------------- |
| 1. Aprilis 30. | Michaiel [Michael, n.r.] Janoskus        | 50                      |
| 2. Maji 1.     | Michaiel [Michael] Sandor                | 26                      |
| 3. Maji 5.     | Martinus Georgius                        | 26                      |
| 4. Maji 5.     | Martinus Puskas                          | 33                      |
| 5. Maji 10.    | Petrus Martonka                          | 32                      |
| 6. Maji 12.    | Petrus Bekuska [Bakoska, Bákóska?, n.r.] | 45                      |
| 7. Maji 15.    | Adam filius Georgii Martonka             | 20                      |
| 8. Maji 26.    | Petrus Petrus                            | 60                      |

|            | Ex Giriest                   | [A] Etas (vârsta, n.r.) |
| ---------- | ---------------------------- | ----------------------- |
| 1. Maji 6. | Georgius filius Petri Rettan | 20                      |